# イーストワークスエンターテインメント
株式会社イーストワークスエンタティンメント（East Works Entertainment inc）は、1995年に発足したインディペンデント系レコードレーベル。2015年（平成27年）11月5日、東京地裁へ破産を申請し、11日、破産手続き開始決定を受けた。

## 概要
日本を代表するジャズのインディペンデントレーベルで、今日にいたるまで200タイトルを超えるカタログを制作。代表的なアーティストは綾戸智恵であるが、日本国内の才能ある若手に制作の機会を積極的に提供するほか、海外でもアルバム（原盤）制作を行い、ジャズの新しいスタイルを国際的レベルで追求するユニークなレコード会社である。菊地成孔、コンボピアノ、海外ではピアソラの“タンゴ・ゼロ・アワー”をプロデュースしたことでも知られるキップ・ハンラハンなどとも制作している。また、クラシックの分野でも、古典四重奏団などのCDを発売している。

## 代表的な所属アーティスト
- 綾戸智恵
- 菊地成孔
- 東京ザヴィヌルバッハ
- 渡辺香津美
- 渡邊琢磨（COMBOPIANO）